# 레센시

레센 시의 위치

레센시(마케도니아어: Општина Ресен)는 마케도니아 공화국 남서부에 위치한 지방 자치체로 행정 중심지는 레센이며 면적은 550.77km2, 인구는 16,825명(2002년 기준)이다. 서쪽으로는 오흐리드 시, 북동쪽으로는 데미르히사르 시, 동쪽으로는 비톨라 시와 접하며 남쪽으로는 그리스, 알바니아와 국경을 접한다.